# Herpetogramma brunnealis
Herpetogramma brunnealis is een vlinder uit de familie van de grasmotten (Crambidae), uit de onderfamilie van de Spilomelinae. De wetenschappelijke naam van deze soort is voor het eerst gepubliceerd in 1913 door George Francis Hampson.
De soort komt voor in Ghana, Nigeria, de Comoren, Madagaskar en Réunion.